# Liste antiker Ortsnamen und geographischer Bezeichnungen/Oc
| Lateinischer Name       | Griechischer Name | Beschreibung                                    | Heute                                   | Quellen und Verweise    | Lage |
| ----------------------- | ----------------- | ----------------------------------------------- | --------------------------------------- | ----------------------- | ---- |
| Ocalea                  |                   |                                                 |                                         | Smith;                  |      |
| Oceanus                 | Ὠκεανός (Ōkeanos) | die Erde ringförmig umfließender Weltstrom      |                                         | Smith;                  |      |
| Oceanus Septentrionalis |                   |                                                 |                                         | Smith;                  |      |
| Ocelis                  |                   |                                                 |                                         | Smith;                  |      |
| Ocellodurum             |                   |                                                 |                                         | Smith;                  |      |
| Ocelum                  | Ὤκελον (Ōkelon)   | Stadt in Gallia cisalpina                       |                                         | Smith;                  |      |
| Ocelum                  | Ὄκελον (Okelon)   | Stadt der Vettonen am Durius in Lusitania       | Zamora in Spanien                       | Smith (1);              |      |
| Ocelum                  | Ὄκελον (Okelon)   | Stadt der Gallaeker im nordwestlichen Hispanien | 5 km südöstlich von Covilhã in Portugal | Smith (2);              |      |
| Ocelum                  | Ὄκελον (Okelon)   | Vorgebirge an der Nordostküste Britanniens      |                                         | Ptol. 2,3,6; Smith (3); |      |
| Oche                    | Ὄχη (Ochē)        | Bergmassiv auf der Südspitze von Euböa          | Ochi                                    | Smith;                  |      |
| Ochosbanes              |                   |                                                 |                                         | Smith;                  |      |
| Ochras                  |                   |                                                 |                                         | Smith;                  |      |
| Ochus                   |                   |                                                 |                                         | Smith;                  |      |
| Ochus Mons              |                   |                                                 |                                         | Smith;                  |      |
| Ocile                   |                   |                                                 |                                         | Smith;                  |      |
| Ocilis                  |                   |                                                 |                                         | Smith;                  |      |
| Ocinarus                |                   |                                                 |                                         | Smith;                  |      |
| Ocitis                  |                   |                                                 |                                         | Smith;                  |      |
| Ocra Mons               |                   |                                                 |                                         | Smith;                  |      |
| Ocriculum               |                   |                                                 |                                         | Smith;                  |      |
| Ocrinum                 |                   |                                                 |                                         | Smith;                  |      |
| Octapitarum             |                   |                                                 |                                         | Smith;                  |      |
| Octodurus               |                   |                                                 |                                         | Smith;                  |      |
| Octogesa                |                   |                                                 |                                         | Smith;                  |      |
| Octolophus              |                   |                                                 |                                         | Smith;                  |      |